# グルームブリッジ1830
グルームブリッジ1830 (英語: Groombridge 1830) は、太陽系からおおぐま座の方向約30光年の距離にある恒星で6等星。1842年にフリードリヒ・ヴィルヘルム・アルゲランダーによって大きな固有運動が発見されたことから Argelander's star（アルゲランダーの星）とも呼ばれる。1898年にカプタイン星が見つかるまで、最大の固有運動を持つ天体として知られていた。

## 概要
イギリスの天文学者スティーヴン・グルームブリッジが、1806年から1830年代にかけてグルームブリッジ子午環を使った観測でカタログに記録し、死後に彼の星図集『Catalog of Circumpolar Stars』（1838年）に掲載されたK型主系列星あるいは黄色準矮星である。天の川銀河の銀河ハローに起源を持つ天体で、この種類の星は太陽近傍では0.1 - 0.2%の割合でしか存在しない。他の銀河ハローの天体と同様に金属量（ヘリウムより重い元素）が少ない金属欠乏星である。
1937年4月27日にアレゲニー天文台で撮影された写真乾板には、スーパーフレアに起因するとみられるグルームブリッジ1830の増光が記録されている。放出されたエネルギーは写真乾板の感光波長帯だけで見ても10の35乗エルグ程度に達したと推定されている。1960年代から1970年代にかけて、ピート・ファンデカンプらによって公転周期175日で周回する8.5～12等の閃光星を伴星に持つとする説が出されたが、1980年代の観測で伴星の存在は否定された。

## 固有運動
グルームブリッジ1830は、発見当時は最大の固有運動を持つ恒星であった（発見以前ははくちょう座61番星が最大）。その後、カプタイン星の発見で2位に転落し、さらにバーナード星が発見されると3位に順位を下げた。しかしグルームブリッジ1830はこれらより遠くにあるため、天球上の見かけの速度は小さくても太陽との相対速度はより高速である。
太陽は他の種族Iの恒星とともに銀河円盤に沿って公転しているが、グルームブリッジ1830などのhalo starはこの流れに沿わない運動をしている。そのため、太陽から見るとグルームブリッジ1830は周囲の星の間を高速で逆行しているように見える。